# John M. Stowell
John Maxell Stowell (1824-1907) foi um político Americano de Wisconsin. Ele foi o 26º Prefeito de Milwaukee.

## Início da vida
Stowell nasceu em Alexander, Nova York em 1824. Participou de Escola Clássica Alexander e Faculdade Marietta antes de se mudar para Milwaukee, em 1856.

## Carreira política
Stowell foi um membro da Assembléia do Estado de Wisconsin, em 1862, antes de servir como Prefeito de Milwaukee a partir de 1882 a 1884, pelo Partido Democrata.
Morreu em 1907 e foi enterrado no Cemitério Forest Home em Milwaukee.